# Barga
Barga là một đô thị và thị xã của Ý. Đô thị này thuộc tỉnh Lucca trong vùng Toscana. Barga có diện tích km2, dân số theo ước tính năm 2005 của Viện thống kê quốc gia Ý là người. 
Các đơn vị dân cư:
Đô thị Barga giáp với các đô thị: